# أليس مينغ واي جيم
أليس مينغ واي جيم هي مؤرخة الفن ومؤرخة كندية، ولدت في 1970.